# Cläre Wohlmann
Cläre Wohlmann, ursprünglich Cläre Meyer (geboren am 5. Februar 1904 in Hamburg, gestorben am 16. Februar 2007 in Zürich), war eine deutsche Richterin, Verwaltungsjuristin, die aufgrund der Judenverfolgung aus dem nationalsozialistischen Deutschen Reich flüchtete. Sie war massgeblich am Aufbau der Women’s International Zionist Organisation Zürich beteiligt und hatte 1942 deren Jugendorganisation in Zürich mitbegründet.

## Leben
Cläre Wohlmann wurde als Tochter von Henrietta Meyer, geborene Bachrach, und deren Ehemann Israel Meyer geboren. Sie studierte in Hamburg zuerst Volkswirtschaft (1923–1925) und dann Rechtswissenschaft (1925–1930). Das Assessorexamen bestand sie im März 1930 mit dem Prädikat „gut“.
Erst nach mehreren Bewerbungen in der hanseatischen Justiz wurde Wohlmann am 1. März 1931 als erste Gerichtsassessorin im Justizdienst eingestellt. Von 1931 bis 1933 arbeitete sie mit Unterbruch am Gericht. Nach einer Entlassung als Gerichtsassessorin aus finanziellen Gründen war sie zwischenzeitlich für die Wohlfahrtsbehörden tätig. Am 1. Mai 1932 wurde sie im Vormundschaftsamt des Amtsgerichts wieder eingestellt. Ab März 1932 hielt Cläre Wohlmann neben ihrer Arbeit am Gericht ehrenamtlich eine Sprechstunde für geschiedene Frauen in der Geschäftsstelle des Reichsbunds zum Schutze geschiedener Frauen.
Nach der Machtergreifung der Nationalsozialisten wurde ihr aufgrund des Gesetzes zur Wiederherstellung des Berufsbeamtentums  und des Gesetzes über die Zulassung zur Rechtsanwaltschaft vom 7. April 1933 das Beamtenrecht entzogen. Am 27. Juli 1933 wurde Wohlmann aus dem Staatsdienst entlassen.
Bereits am 11. Mai 1933 flüchtete sie nach London. Ihre Schwester Erika folgte ihr im September nach. An einem Treffen deutscher Exiljuristen lernte Cläre Wohlmann Leon Wohlmann kennen, der als Schweizer Vormundschaftsrichter ebenfalls teilnahm. Bei seiner Rückkehr in die Schweiz lud Leon Wohlmann Cläre ein, mitzukommen. Im November 1934 folgte sie seiner Einladung. Die beiden heirateten noch 1934 in Zürich.
Von 1935 bis 1936 arbeitete sie als Auditorin am Bezirksgericht Zürich. Um in der Schweiz als Juristin Anschluss zu finden, hätte sie aber nochmals studieren müssen. Sie hat sich dagegen entschieden.
Cläre Wohlmann war stets sehr engagiert. Ab 1936 widmete sie sich der Betreuung des jüdischen Studentenheims und Frauenausbildungskursen des jüdischen Hilfswerks Organisation Reconstruction Travail. Zusammen mit Trudi Wyler gründete sie 1942 die Jugendorganisation der Women's International Zionist Organisation Zürich, in der sie Vorstandsmitglied und später Ehrenpräsidentin war. Von 1949 bis 2001 verfasste sie Artikel für das Israelitische Wochenblatt. In der ICZ war Cläre Wohlmann in verschiedenen Kommissionen aktiv, u. a. zur Einführung des Frauenstimmrechts.
Cläre und Leon Wohlmann hatten zwei gemeinsame Kinder namens Helena (geboren 1936) und Herbert (geboren 1943).
Am 16. Februar 2007 verstarb Cläre Wohlmann in Zürich. Sie liegt auf dem Friedhof Oberer Friesenberg begraben.